# Diselendibromid
Diselendibromid ist eine anorganische chemische Verbindung des Selens aus der Gruppe der Bromide.

## Gewinnung und Darstellung
Diselendibromid kann durch Reaktion von Selen mit Brom gewonnen werden.
{\displaystyle {\ce {2Se + Br2 ->Se2Br2}}}
Ebenfalls möglich ist die Darstellung durch Reaktion von Selen mit Selendioxid und Bromwasserstoff.
{\displaystyle {\ce {3 Se + SeO2 + 4 HBr -> 2 Se2Br2 + 2 H2O}}}

## Eigenschaften
Diselendibromid ist eine dunkelrote, hygroskopische, fast schwarze, ölige Flüssigkeit von unangenehmem Geruch. Sie gibt an der Luft rasch Brom ab unter gleichzeitiger Selen-Abscheidung. Beim Erhitzen zerfällt die Verbindung teilweise, indem anfangs Brom entweicht, dann etwas Selentetrabromid absublimiert und zwischen 225 °C und 230 °C ein Teil des Diselendibromid unzersetzt siedet, während etwas Selen zurückbleibt. In Wasser sinkt Diselendibromid in öligen Tropfen zu Boden und zersetzt sich allmählich in Selen, Selendioxid und Bromwasserstoff.
Diselendibromid besitzt als metastabile β-Form eine bei −80 °C monokline Kristallstruktur mit der Raumgruppe P21/c (Raumgruppen-Nr. 14), die aus BrSeSeBr-Molekülen besteht. Die α-Form besitzt die orthorhombische Kristallstruktur mit der Raumgruppe Aea2 (Raumgruppen-Nr. 41).

## Verwendung
Diselendibromid kann zur Herstellung anderer chemischer Verbindungen wie Selendicyanid verwendet werden.
{\displaystyle {\ce {2 Se2Br2 + 4 AgCN -> 4 AgBr + Se(CN)2 + Se3(CN)2}}}